# بخش احمدآباد
بخش احمدآباد یکی از بخش‌های شهرستان مشهد در استان خراسان رضوی ایران به مرکزیت شهر ملک‌آباد است.

## تقسیمات کشوری
بخش احمدآباد در سال ۱۳۱۶ تأسیس شده‌است. این بخش شامل دو دهستان و دو شهر است:
- دهستان پیوه ژن
- دهستان سرجام
- شهر: ملک‌آباد ، بینالود

نوین شهر بینالود در این بخش قرار دارد و برنامه‌ریزی شده تا به همراه نوین شهر گلبهار، جمعیت سرریز مشهد را در خود جای دهند.

## جمعیت
بنابر سرشماری مرکز آمار ایران، جمعیت بخش احمدآباد شهرستان مشهد در سال ۱۳۸۵ برابر با ۵۲۳۵۳ نفر بوده‌است. جمعیت این بخش در سال ۱۳۹۰ به ۲۸۱۱۸ نفر (در ۸۴۹۲ خانوار) رسیده‌است.